# Rissoina privati
Rissoina privati is een slakkensoort uit de familie van de Rissoidae. De wetenschappelijke naam van de soort is voor het eerst geldig gepubliceerd in 1867 door de Folin.